# Walkure Romanze: shōjo kishi monogatari
Walkure Romanze: shōjo kishi monogatari (ワルキューレ ロマンツェ 少女騎士物語?, Warukyūre Romantse shōjo kishi monogatari, lett. "Valkyrie Romance: la storia della ragazza cavaliere"), nota anche con l'abbreviazione Walroma (ワルロマ?, Waruroma), è una visual novel per adulti giapponese sviluppata da Ricotta per Windows. È la seconda visual novel dell'azienda dopo Princess Lover! ed è stata pubblicata il 28 ottobre 2011. Il gioco è stato descritto dal team di sviluppo come un "videogioco d'avventura romantico e con ragazze cavalieri" (少女騎士恋愛ADV?, shōjo kishi renai ADV). Il 9 agosto 2012 Ricotta ha annunciato lo sviluppo di un fandisc intitolato Walkure Romanze More&More, poi pubblicato nel 2013. Una serie televisiva anime ispirata al videogioco, intitolata Walkure Romanze, prodotta da 8-Bit e diretta da Yūsuke Yamamoto, è stata trasmessa tra ottobre e dicembre 2013.

## Trama
La storia di Walkure Romanze ruota intorno alle vicende di Takahiro Mizuno, uno studente che frequenta un'accademia per cavalieri giostranti e con un grande potenziale per le attività sportive. In seguito ad un incidente, Takahiro smette di essere cavaliere e diventa scudiero, dando consigli ai cavalieri prima di iniziare le sfide. Takahiro vive ogni giornata normalmente e senza grandi emozioni, fino a quando si avvicina il momento del torneo annuale. A causa di alcune circostanze, la sua amica d'infanzia Mio Kisaki è sfidata a duello ed è costretta a partecipare alla sfida senza aver mai cavalcato un cavallo in vita sua. Takahiro accetta di diventare lo scudiero di Mio, ma solo fino al termine del duello. Infine, dopo la sfida, Mio si appassiona alla giostra e all'essere cavaliere e decide di partecipare al torneo. Mio e anche le altre quattro eroine della vicenda tenteranno di convincere Takahiro a diventare il loro scudiero.

## Personaggi

I protagonisti

Takahiro Mizuno (水野貴弘?, Mizuno Takahiro)
Doppiato da: Seiichirō Yamashita (anime)
Il protagonista di Walkure Romanze. Takahiro è stato un ottimo atleta nelle competizioni per i più giovani ed è stato un ottimo cavaliere, ma a causa di un incidente avvenuta durante la sfida finale del torneo è costretto a ritirarsi. Nonostante questo, continua a rimanere nell'ambiente delle giostre diventando scudiero.
Mio Kisaki (希咲美桜?, Kisaki Mio)
Doppiata da: Berisa Matsuda (PC), Ai Shimizu (drama CD/anime)
Amica d'infanzia di Takahiro e piuttosto vicina a lui sentimentalmente. Mio ha sempre adorato le giostre, ma non essendo mai stata in grado di cavalcare i cavalli ne è sempre rimasta solo un'ammiratrice. Tuttavia quando viene sfidata a duello per via di un malinteso, apprenderà grazie a Takahiro ad essere un cavaliere e decide di partecipare al torneo annuale dell'accademia. Crede fermamente che Takahiro sarà in grado di riprendersi dai timori causati dall'incidente e che riuscirà a partecipare di nuovo al torneo annuale come cavaliere prima o poi.
Noel Marres Ascot (ノエル・マーレス・アスコット?, Noeru Maaresu Asukotto)
Doppiata da: Ran Shimabara (PC), Eriko Nakamura (drama CD/anime)
Figlia maggiore della famiglia di un marchese. La sua abilità nella giostra è di alta classe. Noel mette sempre tutta sé stessa nelle gare perché ha promesso alla sua sorellina che non avrebbe perso nessuna sfida che le si sarebbe posta sulla sua strada.
Celia Cumani Aintree (スィーリア・クマーニ・エイントリー?, Suiiria Kumaani Eintorii)
Doppiata da: Rino Kawashima (PC), Kei Mizusawa (drama CD/anime)
Presidente del consiglio studentesco ed ottima studentessa, Celia è stata la vincitrice del torneo annuale mentre lei ha frequentato il primo e il secondo anno ed è considerata da tutti un vero prodigio nella giostra.
Lisa Eostre (リサ・エオストレ?, Risa Eosutore)
Doppiata da: Koori Natsuno (PC), Hiroko Taguchi (drama CD/anime)
È una studentessa appena iscrittasi al primo anno dell'accademia, ma con abilità davvero notevoli per la sua età, dimostrandosi in grado di diventare una vera promessa della giostra. Nessun cavaliere del suo anno è in grado di competere con lei come abilità nella giostra.
Akane Ryuuzouji (龍造寺 茜?)
Doppiata da: Hitomi Nabatame
La migliore amica di Mio presso l'accademia. Nutre una grande ammirazione per Celia, tale da farla finire in estasi solamente pensando a lei. Ha iniziato a giostrare all'età di 5 anni.

## Media derivati

### Manga
Un manga ispirato al videogioco e disegnato da Mitsu King è stato serializzato sulla rivista Dengeki Daioh di ASCII Media Works tra i numeri di maggio 2012 e luglio 2013. Due volumi tankōbon sono stati pubblicati: il primo il 27 novembre 2012 e il secondo il 27 agosto 2013. Un secondo manga disegnato da Manoe Nagisa è stato serializzato sulla rivista Dengeki Hime di ASCII Media Works tra i numeri di luglio e novembre 2012. Un terzo manga, illustrato da No. Gomesu, ha iniziato ad essere serializzato su Comic Valkyrie Web Edition di Kill Time Communication nel secondo volume pubblicato il 28 gennaio 2013. Un quarto manga, intitolato Walkure Romanze: Noel Etoile e illustrato da Sawayoshi Azuma, ha iniziato ad essere serializzato su Dengeki Hime nel numero di luglio 2013.

### Anime
Una serie televisiva anime ispirata alla visual novel è stata prodotta da 8-Bit, diretta da Yūsuke Yamamoto, e trasmessa dal 6 ottobre al 22 dicembre 2013. La sigla di apertura è "Un-Delayed" di Miyuki Hashimoto e quella di chiusura è "MoonRise Romance" di Natsuko Aso.